# 安德魯·黃
安德魯·「邦尼」·黃（英語：Andrew "bunnie" Huang；1975年—）是一名美國駭客，擁有麻省理工學院電子工程博士學位，是2003年出版的「Xbox:逆向工程入門」的作者。他也是 Zeta Beta Tau 兄弟會的會員。從2012年起定居在新加坡。

## 計劃
安德魯·黃是 Chumby 硬體方面的要角，他負責設計並生產 chumby 裝置，以及更寬的 chumby 硬體平台的策略性規劃和生態系統的發展。他已經完成的主要計劃，範圍從修改 Xbox，到跟 Luxtera, Inc一起設計世界第一個以10 Gbit/s速度運作、完全整合的矽光子晶片，以及跟加州理工學院（Caltech）合作建造一些供矽奈米線裝置研究使用、最早的硬體原型。他也參與了以下的設計計劃：跟 Mobilian 合作設計使用在802.11b和藍芽上的無線收發器、在Qualcomm設計了數位電影的編解碼器，以及在1999年由國際無人載具系統協會（AUVSI）所舉辦、由麻省理工學院團隊獲勝的自主式機器潛水艇設計。他偏好受挑戰去窺究以矽為基礎的硬體，而同時負責了許多安全系統的「非傳統設計」（un-design，在設計中結合科學、工程和生物科技）部份。 邦尼是Make (雜誌)的投稿作者，也是他們技術顧問群的成員。他同時也寫了不少關於在中國製造的文章。
邦尼也使用了逆向工程技術說明某些MicroSD品質低劣的原因。2013年，他與Sean 'xobs' Cross合作提出經由植入到內嵌控制器的後門來載入任意程式碼的方法。
邦尼曾被排訂以專家證人的身分出席聯邦政府控告Crippen的審判庭，來決定修改Xbox是否違反數位千禧年著作權法。此案在開庭的第三天突然在陪審團和代表聯邦的控方前被撤銷，在邦尼出庭作證前，此案即被駁回。
他也設計了NeTV，這是所知第一個公開使用的HDCP（高畫質數位內容保護）「萬能鑰匙」。視訊設備使用這個萬能鑰匙在現有受保護的HDCP連結上，用一個據稱不會違反DMCA法律的方式來執行一個視訊覆蓋（Video Overlay）。NeTV的硬體和軔體可以CC-BY-SA的授權方式公開取得。
他也以一個志工的身份設計了開源硬體「Safecast蓋革計數器」來回應2011年日本東北地方太平洋近海地震，以及接著發生的福島第一核電廠事故。
2012年2月，邦尼接受The Amp Hour節目第84集的專訪，他談及他的電子作品在中國的情形，以及逆向工程。
2013年，邦尼宣布他與Sean 'xobs' Cross攜手合作致力於名為Novena (computing platform) 的筆記型電腦的開發。這部筆記型電腦被期待是一個首見的筆電種類。Novena的硬體和軟體全部是開放的，而且只包含製造廠商在無需保密協訂下而能取得所需設計的零件。除了一般筆記型電腦的零件外，Novena的主機板還包含了一個現場可程式邏輯門陣列、雙乙太網路埠、三軸加速規，以及容易擴充的硬體。2014年5月7日，Novena的群眾募資達到預期目標的250,000美元，在不計入隨後的預接訂單下，朝722,880美元的總金額繼續籌募。
邦尼目前和MIT媒體實驗室博士生Jie Qi合作「電路貼紙」（註冊名稱為chibitronics）計劃，這是一種用來手作電子產品、可撕或貼的電子材料。
邦尼將參與2015年3月13-15日在新加坡舉辦的FOSSASIA 2015峰會，他受邀擔任峰會主講人之一。

## 獲獎
2007年以ISSCC 2006最佳論文（A 10Gbit/s photonic modulator and WDM MUX/DEMUX integrated with electronics in 0.13 um SOI CMOS, Solid-State Circuits Conference, 2006. ISSCC 2006. Digest of Technical Papers. IEEE International）獲得「路易斯贏家獎」。
2012年以其硬體修改、開放原始碼和積極精神獲得「EFF先驅者獎」。

## 著作
1. Hacking The Xbox, available free for download via No Starch Press.
2. Huang, Andrew (May 26, 2002). "Keeping Secrets in Hardware: the Microsoft XBoxTM Case Study" (pdf). AI Memo 2002-008. Retrieved April 19, 2008.
3. An Implementation of Guarded Pointers with Tight Bounds on Segment Size, J.P. Grossman, Jeremy Brown, Andrew Huang, Tom Knight, MIT AI Aries Group Technical Memo 002
4. ADAM: A Decentralized Parallel Computer Architecture Featuring Fast Thread and Data Migration and a Uniform Hardware Abstraction, Andrew “bunnie” Huang, PhD Thesis, #Massachusetts Institute of Technology, June 2002
5. A 10Gb/s photonic modulator and WDM MUX/DEMUX integrated with electronics in 0.13um SOI CMOS, Solid-State Circuits Conference, 2006. ISSCC 2006. Digest of Technical #Papers. IEEE International. Recipient of Lewis Winner Award for Best Paper

## 外部連結
.   [2015-01-18]. （原始内容存档于2021-02-19）.
.   [2015-01-18]. （原始内容存档于2021-01-26）.